# Maison Quinten Matsys
La maison Quinten Matsys  (en néerlandais : Huis Quinten Matsys) est un immeuble réalisé par l'architecte Jacques De Weerdt en 1904 dans le style Art nouveau à Anvers en Belgique (région flamande).

## Histoire
La maison a été construite pour Jan Forton, premier propriétaire, et rend hommage à Quentin Metsys, un célèbre peintre primitif flamand anversois (1466-1530). Son effigie est visible sur le fronton de la façade. La maison est classée et reprise sur la liste des monuments historiques de Berchem depuis le 11 avril 1984.

## Situation
Cette maison se situe au no 80 de Cogels Osylei, une artère résidentielle du quartier de Zurenborg à Berchem au sud-est d'Anvers comptant de nombreuses autres réalisations de style Art nouveau comme  la Huize Zonnebloem au no 50 et la Maison De Morgenster au no 55.

## Description
La maison est réalisée par l'architecte Jacques De Weerdt dans le style Art nouveau floral. La conception de cet immeuble est innovante pour la ville d'Anvers. Elle a pour modèle la maison Saint-Cyr construite les années précédentes à Bruxelles par l'architecte Gustave Strauven.
La maison compte une seule travée et quatre niveaux (trois étages). La façade est construite en brique blanche avec bandeaux de brique jaune et un soubassement (entresol) en pierre bleue. Le rez-de-chaussée est accessible par une volée d'escalier (dix marches). 
Les quatre niveaux sont différents mais sont tous précédés d'un balcon en fer forgé aux motifs divers. Les baies du dernier étage se trouvent derrière un cercle complet en briques blanches coupée à intervalles réguliers par des briques jaunes.

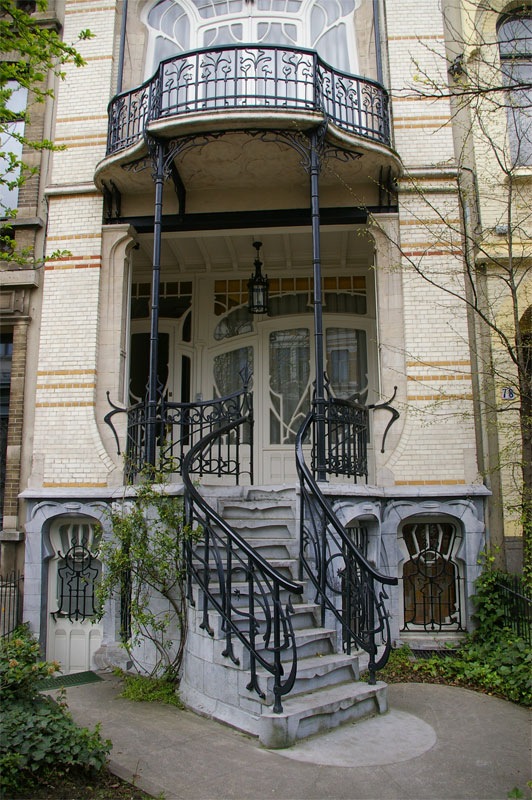

## Source
- (nl) https://inventaris.onroerenderfgoed.be/erfgoedobjecten/11110